# Parco nazionale di Shebenik-Jabllanica
Il Parco nazionale di Shebenik-Jablanica (in albanese: Parku Kombëtar Shebenik-Jabllanicë)  è un parco nazionale dell'Albania situato nella parte orientale del paese, al confine con la Macedonia del Nord.
Comprende le catene montuose Jabllanica e Shebenik, situate al confine con la Macedonia del Nord, a nord del lago di Ocrida.
Nel 2017 2129,45 ettari del parco situati nell'alta valle del fiume Bushtrica sono stati compresi nel patrimonio dell'umanità, in questa zona si è mantenuta una grande faggeta primordiale che insieme ad altri 66 boschi in diversi paesi fa parte delle foreste primordiali dei faggi dei Carpazi e di altre regioni d'Europa.
Il parco fa parte della European Green Belt, la grande area protetta che si estende lungo tutto il confine della ex cortina di ferro.